# Jonny spielt auf
Jonny spielt auf (Jonny mène la danse) est un opéra en deux parties et onze tableaux d'Ernst Křenek sur un livret du compositeur. Il est créé le 10 février 1927 au théâtre municipal de Leipzig par Gustav Brecher. L'ouvrage a été traduit en dix-huit langues. La version française a été créée le 21 juin 1928 par Désiré-Émile Inghelbrecht avec Hugues Cuénod au Théâtre des Champs-Élysées.

## Distribution

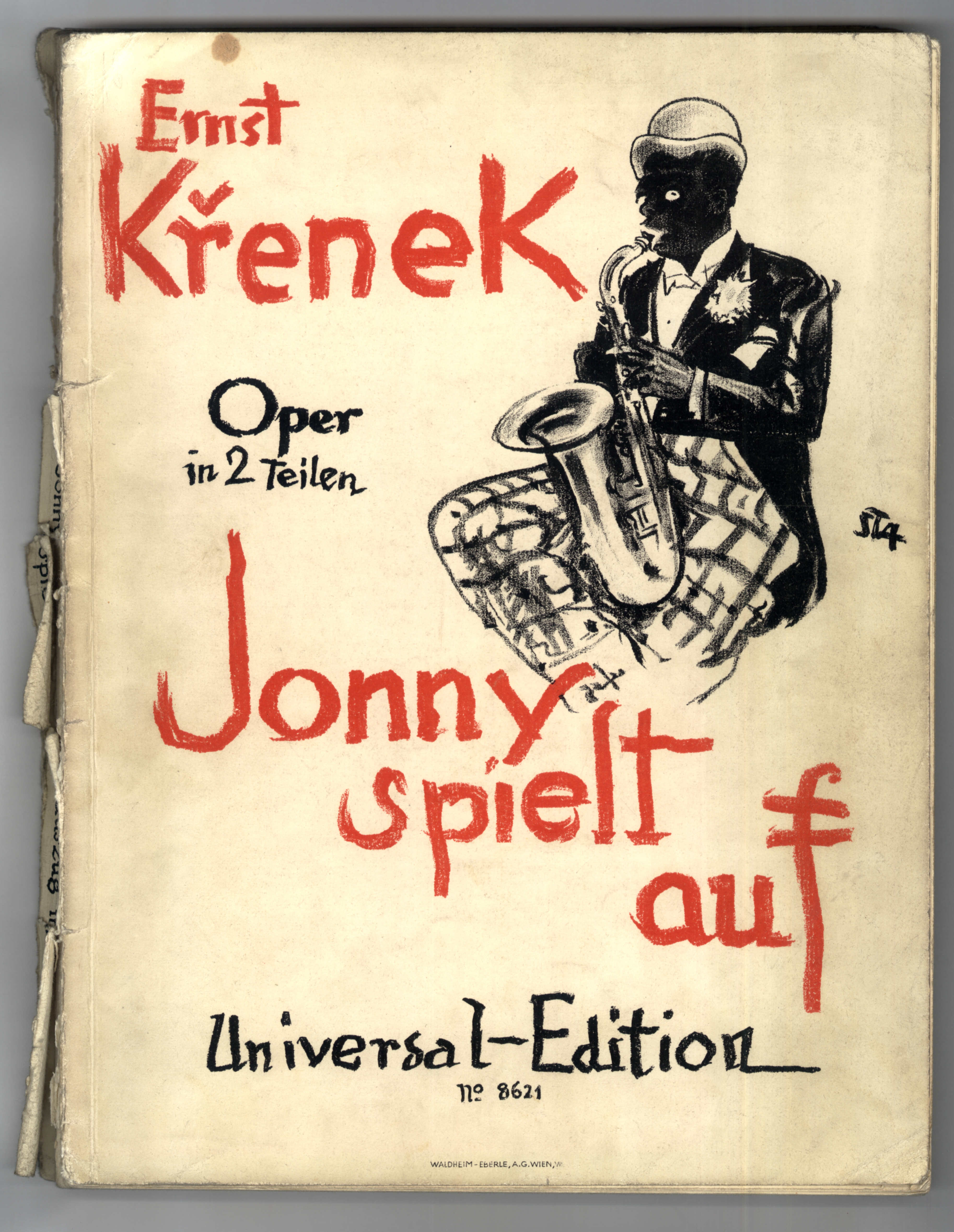
Couverture de la partition de Jonny spielt auf

| Rôle                             | Voix    | Première, 10 février 1927 (Chef d'orchestre: Gustav Brecher) |
| -------------------------------- | ------- | ------------------------------------------------------------ |
| Anita, chanteuse d'opéra         | soprano | Fanny Cleve                                                  |
| Max, un compositeur              | ténor   | Paul Beinert                                                 |
| Daniello, un violoniste virtuose | baryton | Theodor Horand                                               |
| Jonny, violoniste de jazz noir   | baryton | Max Spilcker                                                 |
| Yvonne, une femme de chambre     | soprano | Claire Schulthess                                            |
| Directeur de l'hôtel             | ténor   |                                                              |
| Employé de chemin de fer         | ténor   |                                                              |
| Imprésario                       | ténor   |                                                              |
| Premier policier                 | ténor   |                                                              |
| Second policier                  | baryton |                                                              |
| Troisième policier               | basse   |                                                              |

## Argument

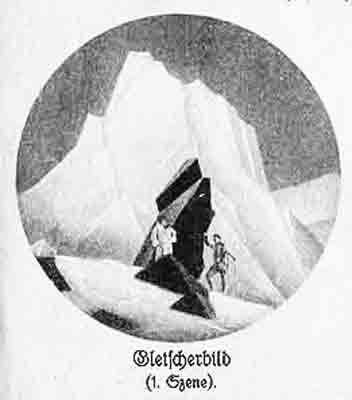
« Jonny mène la danse ». Scène sur un glacier, lors de la Première à Leipzig.

Anita la chanteuse est amoureuse de Max le compositeur mais se laisse également séduire par le charmeur Daniello, un violoniste virtuose et possesseur d'un merveilleux instrument. Jonny, musicien de jazz américain présent en Europe pour une tournée avec son ensemble, courtise Yvonne et est fasciné par le violon de Daniello. Il lui vole l'instrument. Alors que Daniello lance la police à la poursuite de Max, qu'il pense être le ravisseur de son violon, il est écrasé par un train. Le chœur final s'adresse au spectateur : « Ainsi Jonny a joué pour nous faire danser. Si la pièce vous a plu, remerciez-le. Et souvenez-vous : la vie est un jeu. »

## Réception de l'œuvre
L'opéra connaît un très grand succès lors de sa création en 1927 et connaîtra plus de 400 représentations sur 70 scènes d'Allemagne entre 1927 et 1930. Dans le même temps, le choix d'un héros noir et la mise en valeur du jazz lui valent les foudres des conservateurs et des nazis, avant même leur accession au pouvoir, suscitant de nombreux affrontements. En 1938, Křenek figure dans l'exposition « Musique dégénérée ». Le personnage de Jonny inspirera à Ludwig Tersch la couverture du catalogue de l'exposition.

## Sources
- John Warrack, guide de l'Opéra éd.Fayard 1986 p.406  (ISBN 2-213-01563-5)
- Élise Petit, Musique et politique en Allemagne : du IIIe Reich à l'aube de la guerre froide, Paris, Presses de l'Université Paris-Sorbonne, coll. « Mondes contemporains », 2018, 394 p.   (ISBN 979-10-231-0575-9), (OCLC 1033603686)
- Élise Petit et Bruno Giner, Entartete Musik : Musiques interdites sous le IIIe Reich, Paris, Bleu Nuit, coll. « Horizons » (no 49), 2015, 176 p.   (ISBN 978-2-35884-047-7), (OCLC 912008777), (BNF 44306466).